# Казинка (Тербунский район)
Кази́нка — село в Тербунском районе, Липецкой области. Центр Казинского сельского поселения.
Прежде село Запольный Тербуне́ц, Елецкого уезда, Орловской губернии.

## Географическое расположение
Стоит на берегах реки Казинка, в которую впадает ручей Верхний Олымчик. Местность представляет собой гладкую равнину, с некоторым уклоном к югу от села и более возвышенную к юго-востоку. Расстоянием село от г. Липецка 128 км, от Ельца 86 км, от Тербунов 14 км.

## История происхождения
Заселение Тербунских земель, началось ещё в XI-XIII веках, в эпоху укрепления Черниговского русского княжества. Казинка одно из самых древних поселений Тербунского края. Своё название село — «Запольный Тербуне́ц» получило от того, что первоначальные поселенцы его были выходцы из соседнего села Тербунов (ныне Вторые Тербуны). Как небольшой посёлок, отделившийся от Тербунов и расположившийся от него в 5 верстах, за его полем, он и стал называться «Запольным Тербунцо́м».
Запольный Тербуне́ц и Ка́зинка — эти два названия употреблялись наравне ещё в семнадцатом столетии. В документе за 1669 г. сказано: 
«Кузьма Тимофеев иду … в Чернавский уезд в село Запольный Тербунец, Казинка тож».
В 1710 году село Запольный Тербуне́ц, входило в состав Чернавского уезда, Азовской губернии. В переписной книге города Чернавска (с уездом) за 1710 год сказано, что Запольном Тербунце́ есть церковь святой Параскевы Пятницы:
«В нём церковь во имя Святыя великомученицы Проскевы нарицаемые Пятницы».
В XVI—XVII веках московское правительство, продвигаясь на территорию Дикого поля для ведения эффективной борьбы против крымско-татарских набегов, создавало системы оборонительных сооружений, включавшие крепости, засеки, земляные валы и рвы, организовывало станичную и сторожевую службу. На оборонительных линиях селились служилые люди. Поскольку село Запольный Тербуне́ц или Ка́зинка стояло на землях Дикого Поля, непрестанно досадуемого набегами татар, то и жители села Запольный Тербуне́ц были все сплошь воинского звания: рейтарского чину, солдатского чину, городовые казаки да вдовы их. В 1778—1779 гг. в соответствии с новым территориальным делением именными указами, данными Сенату, создаются наместничества. 5 сентября 1778 г. образовано Орловское наместничество, состоящее из 13 уездов, включая Ливенский и Елецкий, которые были причислены из Воронежской губернии «с лежащим между ними городом Чернавском».
В девятнадцатом веке население села состояло из крепостных крестьян; частью коренных, а частью переселённых помещиком из Нижегородской губернии и крестьян из Малороссии,— Полтавской губернии, сохранивших свои родовые фамилии. Жители села имели прежде свой особенный выговор. Говорили: Мы пло́тим в ко́зну (платим в казну), ко́ртина (картина), скомейкя́ (скамейка), кроя́ (края), во́ришь (варишь), меня посо́дют на ско́мью (посадят на скамью), жана́ (жена), жалу́док (желудок), шасто́й (шестой), за́мужам (замужем), тепли́нькага (тёпленького), гаспади́н (господин), маладе́нец (младенец), атсэ́да (отсюда). Казинские крестьяне и село своё Ка́зинка (Запольный Тербунец), звали не иначе как, Ко́зинки, объясняя это название наличием в окрестностях множества коз.
Основателями села Тербуны (ныне Вторые Тербуны) могли стать донские казаки, вернувшиеся с Терека. Звались они: тербунцы (ср. донцы). А селение назвали: Тербуны.

## Казинская канатная фабрика
В Казинке было основано канатное производство, построены казённые склады для пеньки и канатов для флота. Курировали в Казинке производство канатов для воронежских верфей — монахи Задонского мужского монастыря. Морские канаты шли через землянские поля в Воронеж, а пенька — в Орёл и Ревель. В 1725 году по указу Петра I Азовская губерния, куда входила Елецкая провинция, стала именоваться Воронежской.

## Торговля коноплёй
В Казинке прежде была площадь на которой торговали пенькой. Площадь называлась Ревельная. Казинский товар был самый лучший, выращенный из отборных семян голландской конопли привезённый Петром I и скрещённой с местными сортами. Проданный товар уходил по направлению Казинка-Тербуны, а потом и Ливны-Орел-Сухиничи. Из Сухиничей пенька отправлялась на Зубцовскую и Гжатскую пристани, а оттуда — в Петербург и на Ревель. Обозы шли в 4 — 6 параллельных рядов. Из Сухиничей на обратном пути торговцы нагружали освободившиеся сани строевым лесом, удавалось за зиму сделать два-три таких непорожных рейса. Пенька, пакля и паклевая пряжа, разных сортов канаты отправлялись также летом в фурах — в Таганрог, Одессу, Харьков, Царицын, на Ростовскую и Урюпинскую ярмарки. Пенька в основном продавалась внутри страны, канаты шли за границу.

## Ревельная
С Ревеля купцы привозили расчёт военным колонистам и однодворцам за продажу на Ревельской ярмарке Казинского конопляного сырья. Рассчитывались купцы с Казинскими однодворцами щедро. Решительно шли на дополнительные траты — их волновала прежде всего перспектива торгового дела. По этому случаю, уже в 1702—1709 гг. утвердили в Казинке праздновать Ревельской праздник. Позднее по названию Ревельной площади на которой торговали пенькой в Казинке и самое празднование получило название Ревельная. В настоящее время праздник совершенно забыт и местными переименован в Ремённую. Таким образом прежнее название Ревельского праздника утрачено, а ныне существует праздник Ремённая, которого село не празднует.

## Конопля-кормилица
Казинская канатная фабрика была упразднена после 1788 года. На её месте возникло ремесленное ткацкое производство. Конопля продолжала разводиться в Елецком уезде в изрядном количестве. В начале 20 столетия Орловская губерния занимает первое место в стране по производству конопляного масла. Конопляное масло добывалось в большом количестве, так что в одной Тербунской волости находилось в 1860 году, по словам путешественника А. Тарачкова, 80 маслобоен, что составляло почти половину общего числа из всех существующих в Елецком уезде. Елецкий уезд, с его Казинской, Тербунской и Сергиевской волостями, давал до трёх миллионов аршин армейского холста из конопляного сырья в год. Конопля была важнейшей частью крестьянского обихода Тербунского края: вся одежда была соткана из её волокон. Конопля и одевала, и кормила Казинских крестьян. Казинские крестьянки из пеньковой пряжи ткали холст для домашнего употребления и для продажи. Осенью платили подати и долги, собирали рекрутов, женили детей, весной, продавши пеньку, покупали хлеб на продовольствие. На остаток пили водку. По продаже пеньки бывало сильное пьянство. В Казинке работала ткацкая ремесленная мастерская, недалеко от церкви. Многолетней торговлей, организацией производств по обработке конопли создали солидный капитал такие крестьянские семьи, как Образцовы, Верёвкины и Тупикины, купеческие семьи Абрамовых и Новодережкиных, господ Хрущёвых, Поленовых, Офросимовых, Юрасовых, Марьиных и Киреевских с Мамышевыми. Изделия Казинской ткацкой мастерской представлялись на Сельскохозяйственной Выставке в соседнем селе Березовка в 1913 и 1914 гг.

## Храм святой Параскевы Пятницы
Храм во имя св. мученицы Параскевы, каменный, с приделом во имя Архистратига Михаила и Прочих Сил Бесплотных с северной стороны и приделом во имя Сретения Господня — с южной стороны, построен в селе на средства прихожан в 1833 г. В храме имелся пятиярусный иконостас, что свидетельствует о солидных размерах трёхпрестольного Казинского храма. По словам местных жителей старинный храм был разобран на кирпичи после Великой Отечественной войны. Священники, служившие при храме, оставили о себе добрую память. При церкви находилась женская, церковно-приходская школа, зданием каменная, выстроенная священником о. Николаем Фивейским на его собственные средства. Ныне в сём здании располагается действующий однопрестольный храм св. Параскевы Пятницы, восстановленный тщанием Ивана Бунина. В здании дома церковного причта располагается ныне Казинский детский сад.

## В годы Великой Отечественной войны
В 1942-43гг через село Казинка проходила линия обороны Тербунского района, названная «Тербунский рубеж». В Казинке проходили тяжелейшие бои. Павшие воины Красной Армии были захоронены в братской могиле на территории села и увековечены в списках. В память о защитниках села установлен в парке монумент воинской славы.

## Современное состояние
Село газифицировано, протянуто электричество, телефон, интернет, водопровод, заасфальтированы дороги. Действует школа, детский сад, дом культуры, почтовое отделение, фельдшерский пункт. Работают 2 продовольственных магазина. В храме разные священники ведут регулярные службы, но настоятеля нет, а храм не зарегистрирован в епархии и находится на балансе сельского совета. За порядком в селе следит участковый. За престарелыми ухаживают соцработники.

## Население
| 2009 | 2010 |
| ---- | ---- |
| 708  | ↘613 |